# Сеанси
„Сеанси“ (на английски: The Sessions) е американски драматичен филм от 2012 г. на режисьора Бен Люин. Премиерата е на 23 януари 2012 г. на кинофестивала Сънданс, а в България филмът е показан в рамките на Sofia Independent Film Festival през 2012 г.

## Актьорски състав
| Актьор          | Роля             |
| --------------- | ---------------- |
| Джон Хоукс      | Марк О'Брайън    |
| Хелън Хънт      | Шерил Коен-Грийн |
| Уилям Мейси     | отец Брендан     |
| Муун Блъдгуд    | Вера             |
| Аника Маркс     | Аманда           |
| Адам Аркин      | Джош             |
| Уилям Ърл Браун | Род              |
| Робин Уайгърт   | Сюзан            |

## Награди и номинации
| Категория                              | Номиниран(и)                | Резултат                    |
| Оскар (24 февруари 2013 г.)            | Оскар (24 февруари 2013 г.) | Оскар (24 февруари 2013 г.) |
| -------------------------------------- | --------------------------- | --------------------------- |
| Най-добра поддържаща женска роля       | Хелън Хънт                  | номинация                   |
| Награда на БАФТА (10 февруари 2013 г.) |                             |                             |
| Най-добра актриса в поддържаща роля    | Хелън Хънт                  | номинация                   |
| Златен глобус (13 януари 2013 г.)      |                             |                             |
| Най-добър актьор в драматичен филм     | Джон Хоукс                  | номинация                   |
| Най-добра актриса в поддържаща роля    | Хелън Хънт                  | номинация                   |
| Сателит (16 декември 2012 г.)          |                             |                             |
| Най-добър филм                         | Най-добър филм              | номинация                   |
| Най-добър филмов монтаж                | Най-добър филмов монтаж     | номинация                   |
| Най-добър режисьор                     | Бен Люин                    | номинация                   |
| Най-добър адаптиран сценарий           | Бен Люин                    | номинация                   |
| Най-добър актьор                       | Джон Хоукс                  | номинация                   |
| Най-добра актриса в поддържаща роля    | Хелън Хънт                  | номинация                   |